# Campionati del mondo di ciclismo su strada 1953 - Gara in linea maschile Professionisti
La ventesima edizione della gara in linea maschile Professionisti dei Campionati del mondo di ciclismo su strada si è svolta il 30 agosto 1953 su un circuito di 15 km da ripetere 18 volte per un percorso totale di 270 km con partenza ed arrivo da Lugano, in Svizzera. La vittoria è stata appannaggio dell'italiano Fausto Coppi, il quale ha completato il percorso in 7h30'59", alla media di 35,92 km/h, precedendo i belgi Germain Derycke e Stan Ockers.
Dei 70 ciclisti partiti, 27 hanno portato a termine la competizione.

## Squadre partecipanti
| N.    | Cod. | Squadra        |
| ----- | ---- | -------------- |
| 1-10  | RFT  | Germania Ovest |
| 11-14 | GBR  | Gran Bretagna  |
| 15    | AUS  | Australia      |
| 16-18 | AUT  | Austria        |
| 20-30 | BEL  | Belgio         |
| 32-36 | ESP  | Spagna         |
| 37-47 | FRA  | Francia        |
| 48-55 | NLD  | Paesi Bassi    |
| 60-67 | ITA  | Italia         |
| 71    | LIE  | Liechtenstein  |
| 72-79 | LUX  | Lussemburgo    |
| 80-87 | SUI  | Svizzera       |

## Ordine d'arrivo (Top 10)
| Pos. | Corridore         | Squadra     | Tempo    |
| ---- | ----------------- | ----------- | -------- |
| 1    | Fausto Coppi      | Italia      | 7h30'59" |
| 2    | Germain Derycke   | Belgio      | a 6'22"  |
| 3    | Stan Ockers       | Belgio      | a 7'33"  |
| 4    | Michele Gismondi  | Italia      | a 7'34"  |
| 5    | Nino Defilippis   | Italia      | a 9'11"  |
| 6    | Charly Gaul       | Lussemburgo | a 9'12"  |
| 7    | Ferdinand Kübler  | Svizzera    | a 12'57" |
| 8    | Louison Bobet     | Francia     | s.t.     |
| 9    | Raphaël Géminiani | Francia     | s.t.     |
| 10   | Marcel Ernzer     | Lussemburgo | s.t.     |